# Kinoulton
Kinoulton is een civil parish in het bestuurlijke gebied Rushcliffe, in het Engelse graafschap Nottinghamshire met 1050 inwoners.

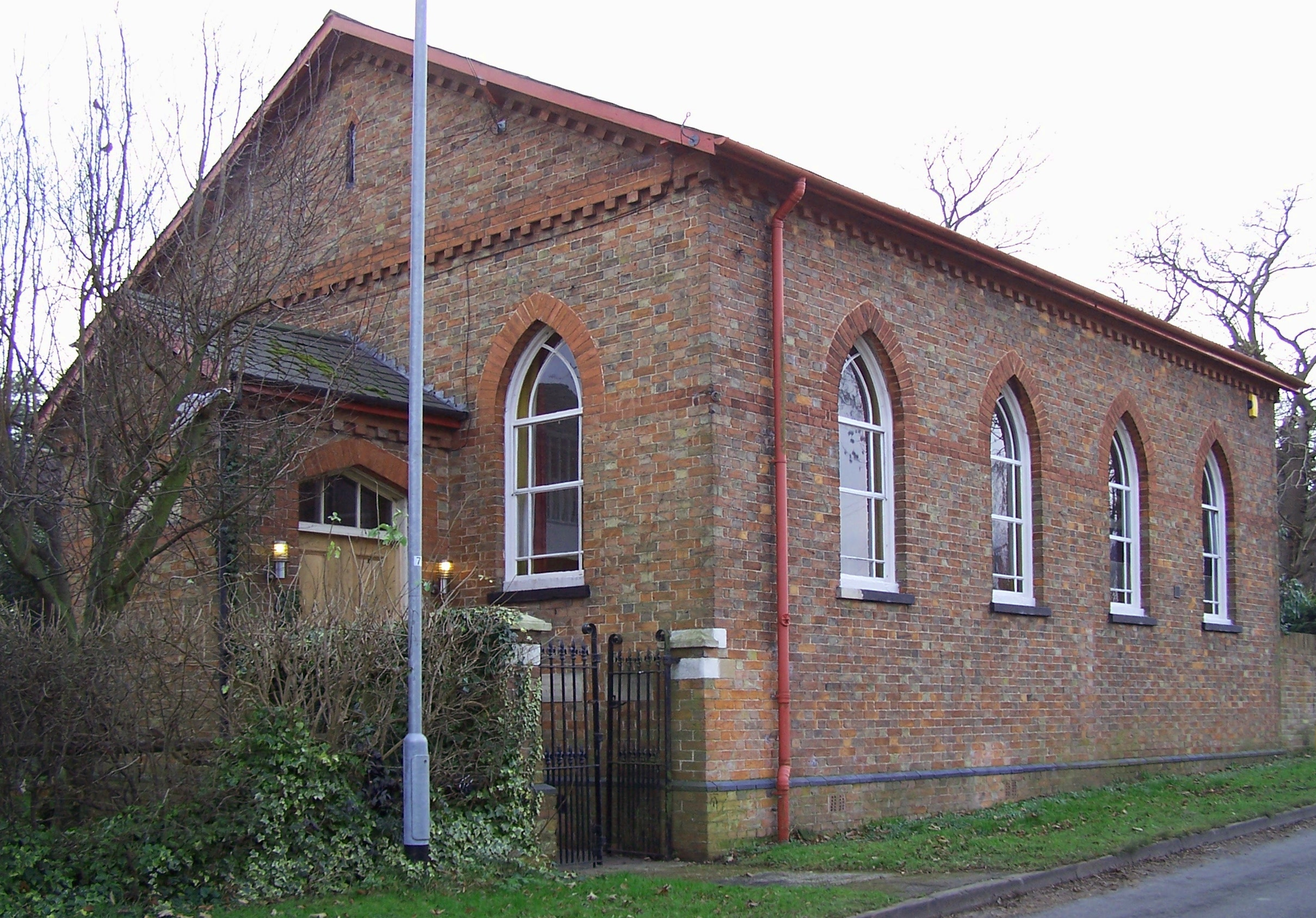
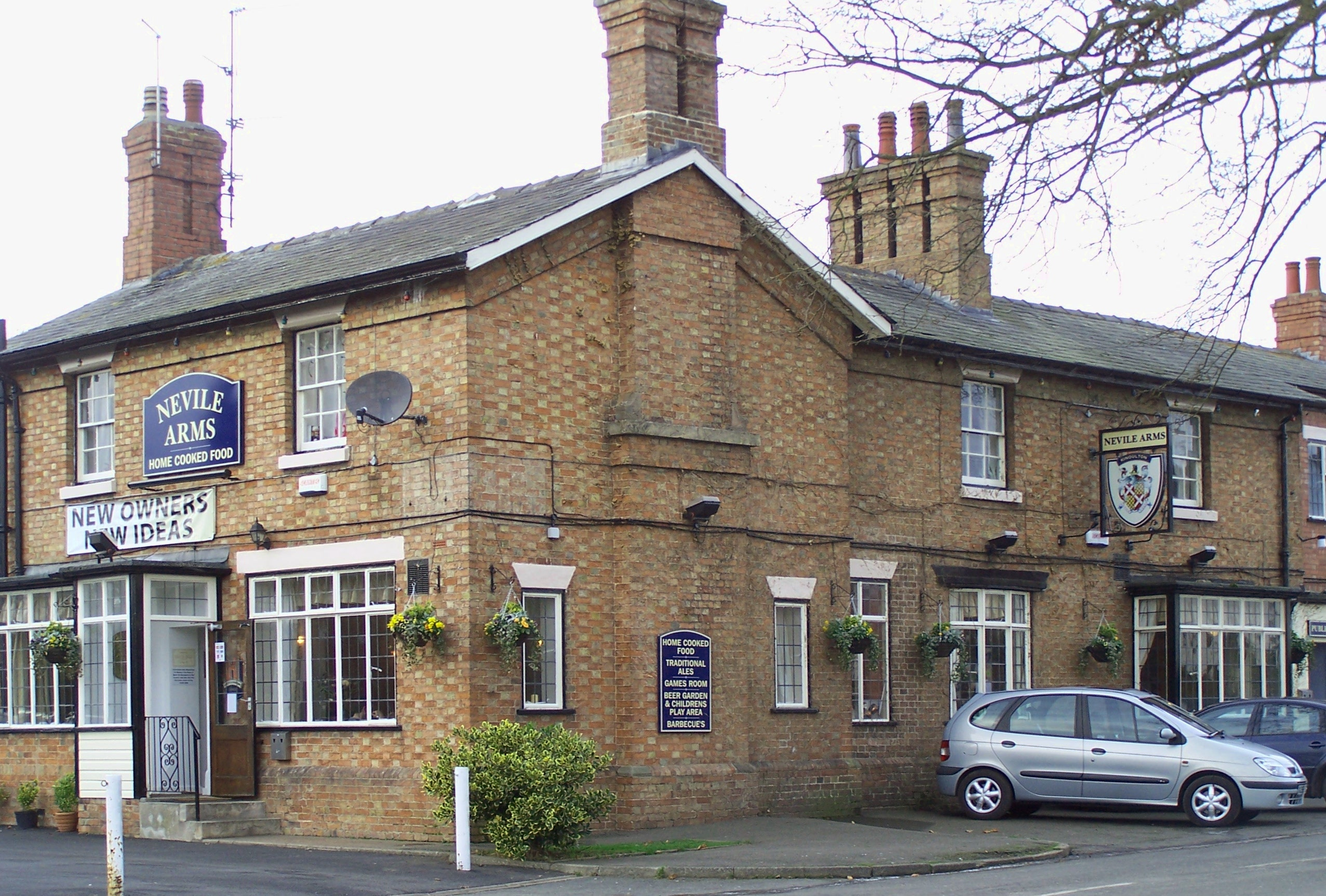